# Charles Johnson Maynard
Pour les articles homonymes, voir Maynard.
Charles Johnson Maynard est un naturaliste américain, né en 1845 à Newton (Massachusetts) et mort le 15 octobre 1929.
Ce taxidermiste autodidacte a donné des conférences et fait paraître de nombreux ouvrages, souvent auto-édités. Ses observations de terrain sont réputées.

## Quelques publications
- 1870 : The Naturalist's Guide in Collecting and Preserving Objects of Natural History, with a Complete Catalogue of the Birds of Eastern Massachusetts, The Naturalists Agency, Salem et Estes & Lauriat, Boston[1]
- 1881 : The Birds of Eastern North America, Maynard, Newtonville [2]
- 1883 : The Naturalist's Guide in Collecting and Preserving Objects of Natural History, illustré par Edwin Lord Weeks, Boston, S. E. Cassino & Co.
- 1916 : A Field Ornithology of the Birds of Eastern North America, Maynard, Newtonville[3]
- 1907 : Directory to the Birds of Eastern North America, Maynard, Newtonville[4]